# Weather Systems
Weather Systems – dziewiąty album studyjny brytyjskiej grupy muzycznej Anathema. Wydawnictwo ukazało się 16 kwietnia 2012 roku nakładem wytwórni muzycznej Kscope Music. Płyta odniosła największy sukces komercyjny w historii działalności formacji, była notowana na listach przebojów w dziesięciu krajach Europy oraz w Stanach Zjednoczonych.

## Lista utworów
Opracowano na podstawie materiału źródłowego.
1. "Untouchable, Part 1" (Daniel Cavanagh) - 6:14
2. "Untouchable, Part 2" (Daniel Cavanagh) - 5:33
3. "The Gathering of the Clouds" (Daniel Cavanagh) - 3:27
4. "Lightning Song" (Daniel Cavanagh) - 5:25
5. "Sunlight" (Daniel Cavanagh) - 4:55
6. "The Storm Before the Calm" (John Douglas) - 9:24
7. "The Beginning and the End" (Daniel Cavanagh) - 4:53
8. "The Lost Child" (Daniel Cavanagh) - 7:02
9. "Internal Landscapes" (Daniel Cavanagh) - 8:52

## Twórcy
Opracowano na podstawie materiału źródłowego.
| - Vincent Cavanagh - wokal, gitara, syntezator, programowanie, oprawa graficzna - John Douglas - perkusja, programowanie, syntezator - Lee Douglas - wokal - Daniel Cavanagh - wokal, gitara, syntezator, fortepian, gitara basowa - Christer-André Cederberg - gitara basowa, produkcja, miksowanie, inżynieria - Andrea Wright - asystent inżyniera - Sarah Derat - dizajn, oprawa graficzna |  | - Steve Price - inżynieria - Dave Stewart - produkcja - Jamie Cavanagh - gitara basowa - Wetle Holte - perkusja - Chris Sansom - mastering - Petter Carlsen - wokal |

## Pozycje na listach
| Lista                     | Kraj              | Pozycja |
| ------------------------- | ----------------- | ------- |
| Billboard Top Heatseekers | Stany Zjednoczone | 22      |
| YLE                       | Finlandia         | 15      |
| Media Control Charts      | Niemcy            | 14      |
| SNEP                      | Francja           | 45      |
| MegaCharts                | Holandia          | 18      |
| Ultratop 50               | Belgia (Walonia)  | 53      |
| Ultratop 50               | Belgia (Flandria) | 44      |
| OLiS                      | Polska            | 9       |
| VG-Lista                  | Norwegia          | 28      |
| Ö3 Austria Top 40         | Austria           | 43      |
| Schweizer Hitparade       | Szwajcaria        | 91      |
| UK Albums Chart           | Wielka Brytania   | 50      |